# وهیتهاون (مریلند)
وهیتهاون (به انگلیسی: Whitehaven) شهری در ایالت مریلند کشور ایالات متحده آمریکا است که جمعیت آن در سرشماری سال ۲۰۱۰ میلادی، ۴۳ نفر بوده‌است.